# Даремвілл (Нью-Йорк)
Даремвілл (англ. Durhamville) — переписна місцевість (CDP) в США, в окрузі Онейда штату Нью-Йорк. Населення — 527 осіб (2020).

## Географія
Даремвілл розташований за координатами 43°7′21″ пн. ш. 75°39′54″ зх. д. / 43.12250° пн. ш. 75.66500° зх. д. (43.122562, -75.665000).  За даними Бюро перепису населення США в 2010 році переписна місцевість мала площу 3,55 км², уся площа — суходіл.

## Демографія
Згідно з переписом 2010 року, у переписній місцевості мешкали 584 особи в 215 домогосподарствах у складі 153 родин. Густота населення становила 164 особи/км².  Було 225 помешкань (63/км²).
Расовий склад населення:
| - 97,4 % — білих - 0,9 % — корінних американців |

До двох чи більше рас належало 1,5 %. Частка іспаномовних становила 0,3 % від усіх жителів.
За віковим діапазоном населення розподілялося таким чином: 28,1 % — особи молодші 18 років, 59,7 % — особи у віці 18—64 років, 12,2 % — особи у віці 65 років та старші. Медіана віку мешканця становила 36,3 року. На 100 осіб жіночої статі у переписній місцевості припадало 115,5 чоловіків;  на 100 жінок у віці від 18 років та старших — 106,9 чоловіків також старших 18 років.
За межею бідності перебувало 53,0 % осіб, у тому числі 62,8 % дітей у віці до 18 років та 28,7 % осіб у віці 65 років та старших.
Цивільне працевлаштоване населення становило 140 осіб. Основні галузі зайнятості: транспорт — 56,4 %, виробництво — 20,7 %, мистецтво, розваги та відпочинок — 12,1 %, освіта, охорона здоров'я та соціальна допомога — 10,7 %.